# Amparo Ballivián
María Amparo Ballivián Valdés (La Paz, Bolivia; 1960) es una economista boliviana, y fue ministra de Vivienda y Servicios Básicos, viceministra de Inversión y Privatización y presidente de la Aduana Nacional de Bolivia. En febrero de 2024 se presentó como precandidata a las elecciones generales de Bolivia de 2025, previstas para agosto de ese año.

## Biografía
María Amparo Ballivián Valdés nació en la ciudad de La Paz, Bolivia en 1960. Nació dentro de una familia que perteneció a la élite de la ciudad de La Paz desde finales del siglo XVIII. A través de su padre desciende del coronel español Jorge Ballivián y del gobernador Sebastián de Segurola, quien se hizo conocido al combatir contra la sublevación indígena de Túpac Katari. Por tanto, está emparentada con los expresidentes bolivianos José Ballivián, Adolfo Ballivián y Hugo Ballivián. A través del lado materno, también resulta ser sobrina nieta de otro expresidente, Enrique Hertzog.
Estudió en la Universidad Rice de Houston, en EEUU, donde consiguió un doctorado en econometría, y una maestría en economía matemática. Fue designada ministra de Vivienda y Servicios Básicos el 4 de agosto de 1998, durante el segundo gobierno de Hugo Banzer. Luego, el 3 de agosto de 1999, fue designada presidente de la Aduana Nacional de Bolivia. Trabajó en el Banco Mundial, de donde se jubiló en 2017.